# Io sì (Seen)
«Io sì (Seen)» es una canción escrita por Diane Warren, Laura Pausini y Niccolò Agliardi, y grabada por Pausini para la banda sonora de la película The Life Ahead (2020). La canción fue producida por Greg Wells y lanzada como sencillo el 23 de octubre de 2020 a través de Warner Music y Atlantic Records. El 30 de octubre de 2020, la canción se envió a las principales radios en Italia.
«Io sì (Seen)» ganó los premios a Canción del Año en el Capri Hollywood International Film Festival, Mejor Canción Internacional en los CinEuphoria Awards, Mejor Canción Original en un Largometraje en los Hollywood Music in Media Awards, Mejor Canción Original en los Satellite Awards y el premio con el mismo nombre en los Golden Globe Awards. Actualmente está nominada a mejor canción en los Critics 'Choice Awards.
También ha sido incluida en la lista de finalistas de los Premios Óscar para ser nominada a Mejor Canción Original.

## Antecedentes y composición
«Io sì (Seen)» es una balada poderosa. Diane Warren escribió la versión original de la canción con letra en inglés, específicamente para la película The Life Ahead, e involucró a Pausini en el proyecto durante el verano de 2020. Después de ver la película, Pausini aceptó interpretar la canción, identificándose en su mensaje sobre la diversidad, contra los prejuicios, el racismo también habla de los niños pobres o huérfanos, la gente que necesita ser vitos y hace alusión a lo que situaciones que hoy en día se vive. Pausini tradujo la canción al italiano con su colaborador frecuente Niccolò Agliardi. A pesar de estar acostumbrados a componer de forma instintiva, Pausini y Agliardi trabajaron en la adaptación de la letra durante 25 días, ya que quería asegurarse de respetar el significado de la película.
La canción fue producida por Greg Wells y grabada en Romagna, en el estudio casero de Pausini construido en la casa de sus padres. La película solo presenta la versión en italiano de la canción, pero también fue grabada por Pausini en inglés, español, francés y portugués.

## Lista de canciones
| Extended Play – Descarga digital |                  |          |  |
| N.º                              | Título           | Duración |  |
| 1.                               | «Io sì (Seen)»   | 3:54     |  |
| 2.                               | «Seen (Io sì)»   | 3:54     |  |
| 3.                               | «Yo si (Io sì)»  | 3:54     |  |
| 4.                               | «Moi sì (Io sì)» | 3:54     |  |
| 5.                               | «Eu sim (Io sì)» | 3:54     |  |

| Extended Play (Bonus Version) – Descarga digital |                                          |          |  |
| N.º                                              | Título                                   | Duración |  |
| 1.                                               | «Io sì (Seen)»                           | 3:54     |  |
| 2.                                               | «Seen (Io sì)»                           | 3:54     |  |
| 3.                                               | «Io sì (Seen)» (Italian-English version) | 3:54     |  |
| 4.                                               | «Yo si (Io sì)»                          | 3:54     |  |
| 5.                                               | «Moi sì (Io sì)»                         | 3:54     |  |
| 6.                                               | «Eu sim (Io sì)»                         | 3:54     |  |

## Video musical
El videoclip de la canción se lanzó el 30 de octubre de 2020. Fue dirigido por Edoardo Ponti y cuenta con un cameo de Sophia Loren, actriz principal en la película The Life Ahead, también dirigida por Ponti y con «Io sì (Seen)» como su tema principal. Reiterando el mensaje de la película, el video muestra a varias mujeres en primer plano, con el propósito de representar su singularidad, intensidad y veracidad individual. En noviembre de 2020, Pausini lanzó un video detrás de escenas, con momentos filmados mientras grababa el video musical para la canción.

## Reconocimientos
| Año                      | Ceremonia                                   | Categoría                                 | Resultado | Ref.   |
| ------------------------ | ------------------------------------------- | ----------------------------------------- | --------- | ------ |
| 2020                     | Capri Hollywood International Film Festival | Canción del año                           | Ganadora  | [ 15 ] |
| 2021                     | Hawaii Film Critics Society Awards          | Mejor canción                             | Nominada  | [ 16 ] |
| 2021                     | Houston Film Critics Society Awards         | Mejor canción original                    | Nominada  | [ 17 ] |
| 2021                     | CinEuphoria Awards                          | Mejor canción internacional               | Ganadora  | [ 18 ] |
| 2021                     | Hollywood Music in Media Awards             | Mejor canción original en un largometraje | Ganadora  | [ 19 ] |
| 2021                     | Premios Satellite                           | Mejor canción original                    | Ganadora  | [ 20 ] |
| 2021                     | Premios Globo de Oro                        | Mejor canción original                    | Ganadora  | [ 21 ] |
| 2021                     | Critics 'Choice Awards                      | Mejor canción                             | Nominada  | [ 22 ] |
| 2021                     | Los Angeles Italia Film Festival            | Premio maestro en música                  | Ganadora  | [ 23 ] |
| 2021                     | Premios Oscar                               | Mejor canción original                    | Nominada  | [ 24 ] |
| Premi David Di Donatello | Migliore Canzone Originale                  | Nominada                                  | [ 25 ]    |        |
| Premi Nastri D'Argento   | Migliore Canzone Originale                  | Ganadora                                  | [ 26 ]    |        |

## Presentaciones en vivo
Pausini interpretó la canción en vivo en los International Peace Honors el 17 de enero de 2021. También la interpretó en la ceremonia virtual de los Hollywood Music in Media Awards, celebrada el 27 de enero de 2021.

## Posicionamiento en listas
| Lista (2020)                                        | Mejor posición |
| --------------------------------------------------- | -------------- |
| Estados Unidos Latin Digital Song Sales (Billboard) | 6              |
| Estados Unidos World Digital Song Sales (Billboard) | 4              |
| Italia (FIMI)                                       | 71             |